# Уодлоу, Джефф
Джефф Кларк Уодлоу (англ. Jeffrey Clark Wadlow; род. 2 марта 1976 года) — американский кинорежиссёр

, сценарист и кинопродюсер. Более известен как сценарист и режиссёр супергеройской комедии «Пипец 2» 2013 года.

## Жизнь и карьера
Уодлоу родился в Арлингтоне, штата Виргиния, сын Эмили Курик и сенатора штата Кларка Уодлоу. Сестра его мамы — журналистка Кэти Курик. Уодлоу посещал Дартмутский колледж и сдал все экзамены по истории, фильмам и выдающимся работам в анимации. В следующем году он посетил Университет Южной Калифорнии после того, как был удостоен стипендии USC Associates Endowment для академических достижений, в 2002 году Уодлоу решил снять в соавторстве «Башня баббита», которую он задумал. Он получил более двух десятков наград за короткое время, включая «Лучший короткометражный фильм» на Международном независимом кинофестивале в Нью-Йорке и на Международном кинофестивале в Сент-Луисе.
Затем он получил премию на короткометражном кинофестивале Wine Country за «ручной труд» (2002) и «Лучший анимационный фильм» на фестивале «Нью-Хейвен» за «Поймать Крингл» (2004).
Выиграв короткометражный кинофестиваль в 2002 году на конкурсе Chrysler Million Dollar Film «Живая ложь» (2002), он стремился выйти на конкурс с художественным фильмом.
В 2005 году Уодлоу и Бо Боуман придумали идею театрального режиссёрского дебюта Уодлоу «Волк-одиночка» с деньгами, которые Wadlow выиграл в 2002 году в конкурсе Chrysler Million Dollar Film Competition за его короткометражный фильм, «Живая ложь». Наряду с соавтором Бо Боуманом был создан пятиминутный презентационный фильм с участием Тофера Грейса и Эстеллы Уоррен, который выиграл главный приз в фильме «Торонто» фестиваль.
Будучи актёром, он сыграл небольшую роль в фильме «Перл-Харбор» и профессора в эпизоде научно-фантастического сериала «Розуэлл», который транслировался с 7 мая 2001 года.
Уодлоу также основал проект «Адреналин Фильм».
Далее Уодлоу снял фильм «Никогда не сдавайся», который был выпущен 14 марта 2008 года. Фильм неплохо прошёл в прокате и получил награду MTV за лучшую драку. Уодлоу также снял и срежиссировал «Пипец 2», продолжение фильма «Пипец» Мэттью Вона. Сиквел «Пипца», по мнению критиков, оказался хуже оригинала, но, несмотря на это, фильм всё же окупился. Следующий фильм, к которому Уодлоу пишет сценарий — ремейк мультсериала Хи-Мен и сценарий к фильму, основанному на одноимённом телесериале «Остров фантазий», который снимет студия Sony.
В 2018 году выходит новый фильм от Уодлоу «Правда или действие», который также подвергся жёсткой критике, а в 2020 году выходит одноимённый ремейк «Острова фантазий» в котором Уодлоу стал не только сценаристом, но также режиссёром и продюсером. Данный фильм также был оценён негативно и критиками, и зрителями.

## Фильмография

### Фильмы
| Год  | Фильм                                       | Функционал | Функционал | Функционал       |
| Год  | Фильм                                       | Режиссёр   | Сценарист  | Продюсер         |
| ---- | ------------------------------------------- | ---------- | ---------- | ---------------- |
| 2005 | Волк-одиночка                               | Да         | Да         | Нет              |
| 2007 | Prey                                        | Нет        | Да         | Нет              |
| 2008 | Никогда не сдавайся                         | Да         | Нет        | Нет              |
| 2013 | Пипец 2                                     | Да         | Да         | Нет              |
| 2014 | Воздушный маршал                            | Нет        | Нет        | Должностное лицо |
| 2016 | Реальные воспоминания международного убийцы | Да         | Да         | Нет              |
| 2018 | Правда или действие                         | Да         | Да         | Должностное лицо |
| 2020 | Остров фантазий                             | Да         | Да         | Должностное лицо |
| 2020 | Бладшот                                     | Нет        | Да         | Нет              |
| 2022 | Проклятие Бридж-Холлоу                      | Да         | Да         | Исполнительный   |
| 2024 | Воображаемый друг                           | Да         | Да         | Да               |

### Короткометражки
| Год  | Фильм          | Функционал | Функционал | Примечания                                                                                 |
| Год  | Фильм          | Режиссёр   | Сценарист  | Примечания                                                                                 |
| ---- | -------------- | ---------- | ---------- | ------------------------------------------------------------------------------------------ |
| 2002 | Башня Баббла   | Да         | История    |                                                                                            |
| 2002 | Ручной труд    | Да         | Да         | Также редактор; Wine Country Film Festival — лучший короткометражный фильм (отечественный) |
| 2004 | Поймать Крингл | Да         | История    | Приз жюри за лучший короткометражный фильм — анимация                                      |

### Телевизионные
| Год  | Название                                            | Режиссёр | Сценарист | Исполнительный продюсер | Примечания                                                                   |
| ---- | --------------------------------------------------- | -------- | --------- | ----------------------- | ---------------------------------------------------------------------------- |
| 2010 | Шансы                                               | Нет      | Да        | Да                      |                                                                              |
| 2011 | Приветствую Мэри                                    | Нет      | Да        | Да                      |                                                                              |
| 2013 | Мотель Бейтс                                        | Нет      | Да        | Да                      | Продюсер 6 серий Сценарист эпизодов «Вид на океан» и «Что не так с Норманом» |
| 2015 | Агент Икс                                           | Да       | Нет       | Нет                     | Эпизод: «Долгая прогулка домой»                                              |
| 2017 | Штамм                                               | Нет      | Да        | Да                      | 10 эпизодов Сценарист эпизода «Живот зверя»                                  |
| 2019 | Райан Хансен раскрывает преступления на телевидении | Да       | Нет       | Да                      | 8 эпизодов                                                                   |
| 2021 | Боишься ли ты темноты?                              | Да       | Нет       | Да                      | 4 эпизодов                                                                   |

### Действующие роли
| Год  | Название             | Роль                          | Примечания                |
| ---- | -------------------- | ----------------------------- | ------------------------- |
| 2001 | Перл-Харбор          | Следующий парень в строке № 1 |                           |
| 2001 | Розуэлл              | Профессор                     | Эпизод: «Ребёнок, это ты» |
| 2002 | Башня Баббла         | Дерек                         |                           |
| 2007 | Я с белыми девушками | Билли                         |                           |

### Другое
| Год  | Название       | Примечания                                    |
| ---- | -------------- | --------------------------------------------- |
| 1996 | Чужие похороны | Помощник по производству канцелярских товаров |
| 1999 | Большая сделка | Помощник по производству                      |